# Aeropuerto de Dalaman
El Aeropuerto de Dalaman (IATA: DLM, OACI: LTBS) (en turco: Dalaman Havaalanı) es un aeropuerto internacional y uno de los tres que sirven al suroeste de Turquía, los otros dos son el Aeropuerto de Milas-Bodrum y el Aeropuerto de Antalya. De las dos terminales que tiene la más antigua es utilizada para los vuelos de cabotaje y la nueva por vuelos internacionales. El aeropuerto da servicio a las zonas turísticas próximas de Dalaman. Hay vuelos a más de 120 destinos, A zonas de Turquía, Europa, Norte de África y Oriente Medio.

## Construcción
El nuevo aeropuerto internacional de Dalaman tuvo un coste de 150.000.000 y se trata del tercero en extensión de terminal de Turquía. Hay doce puertas de embarque, ocho de las cuales cuentan con finger. La rampa fue también rediseñada incrementando el espacio de estacionamientos remotos. En consecuencia, el aeropuerto es capaz de atender a 35 vuelos al mismo tiempo. En total, la terminal actual tiene una superficie de 95.000 m², comparados con los menos de 45.000 m² que tenía antes de la remodelación.
Las zonas de facturación y salidas se encuentran en los dos niveles superiores, mientras las llegadas utilizan las dos anteriores.
Existen más de 550 plazas de aparcamiento a las afueras del edificio terminal.

## Antigua terminal
La antigua terminal permanece todavía en uso con dos vuelos diarios de Turkish Airlines al aeropuerto Ataturk de Estambul.

## Premios
La terminal internacional del aeropuerto de Dalaman ha recibido el certificado de calidad ISO 9001, el certificado medioambiental ISO 14001, el certificado de seguridad alimentaria TS 13001 HACCP y el certificado de trabajo seguro y saludable OHSAS 18001. El aeropuerto también ha recibido elogios por su diseño con conciencia medioambiental, especialmente por el uso de luz natural en la sala principal.

## Tiendas y otros servicios
La nueva terminal internacional del aeropuerto de Dalaman tiene un gran número de instalaciones; incluyendo restaurantes de comida rápida, tiendas duty free, bares y cafeterías, así como un centro médico 24 horas y dos bancos (Vakıfbank y DenizBank).

## Quejas
Existen muchas quejas sobre los precios de comidas y bebidas, por parte de los pasajeros, en el aeropuerto de Dalaman. Supuestamente, la comida rápida vale unos 22 TL y las latas de bebidas unos 8 TL.
El aparcamiento también es caro, al costar unos 6.75TL la primera hora.

## Aerolíneas y destinos
- Air Serbia (Belgrado)

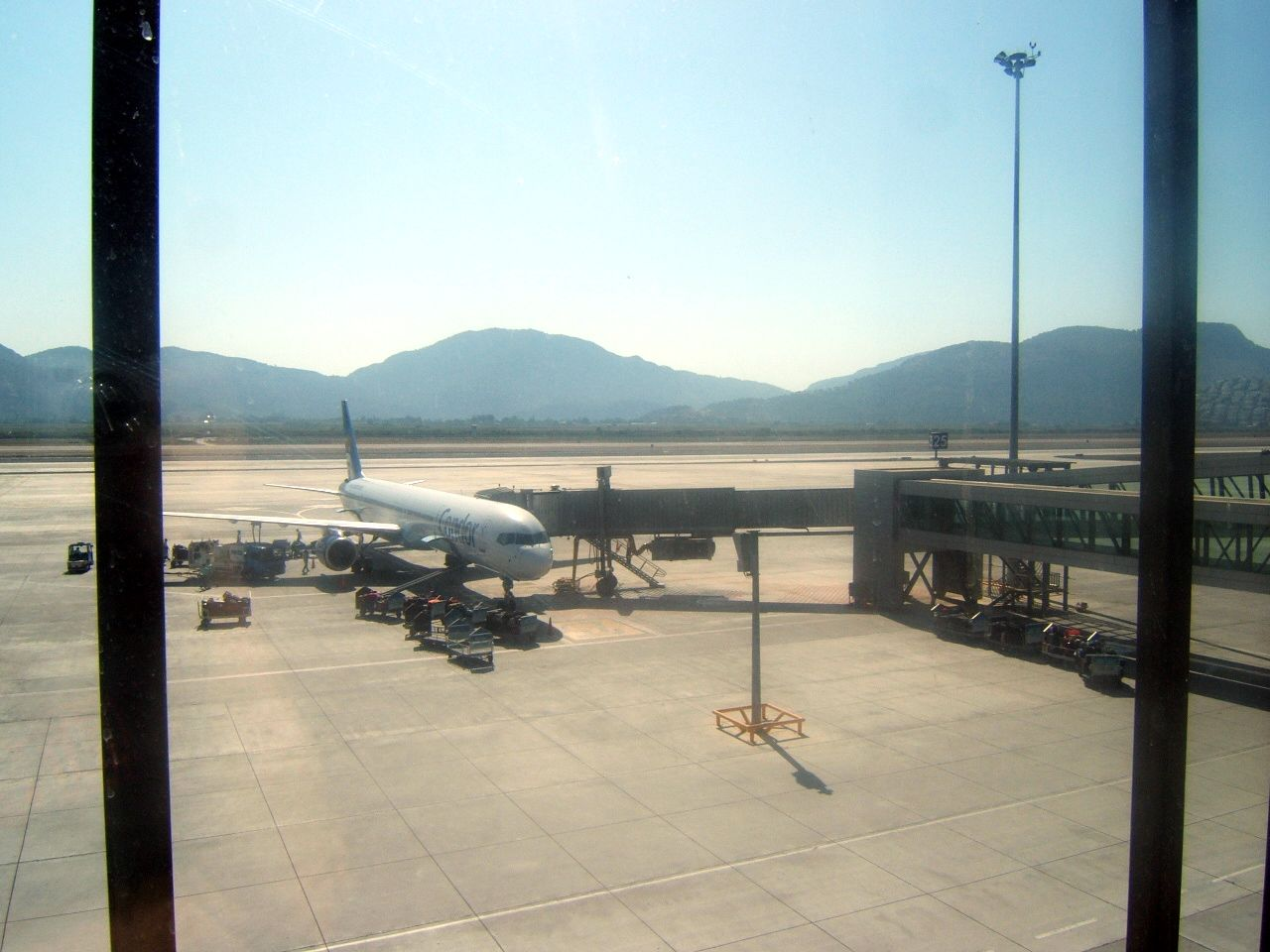
Aeropuerto de Dalaman.

- Condor Airlines (Berlín-Schonefeld, Dusseldorf, Fráncfort del Meno, Hamburgo, Hanóver, Múnich, Stuttgart)
- Freebird Airlines (Aberdeen, Glasgow-Internacional, Glasgow-Prestwick, Londres-Gatwick, Mánchester, Newcastle upon Tyne)
- Jettime (Copenhague)
- Cyprus Turkish Airlines (Birmingham, Ercan, Londres-Gatwick, Londres-Stansted, Mánchester)
- LatCharter (Riga)
- Martinair (Ámsterdam)
- Pegasus Airlines (Estambul-Sabiha Gökçen, Londres-Gatwick [comienza en verano de 2009], Mánchester [comienza en verano de 2009])
- Rossiya (San Petersburgo-Pulkovo)
- Thomas Cook Airlines Scandinavia (Billund, Copenhague, Oslo, Estocolmo)
- Transavia (Ámsterdam, Eindhoven, Groningen, Róterdam)
- TUI Airways (Belfast-Internacional, Birmingham, Bristol, Bournemouth, Cardiff, East Midlands, Éxeter, Glasgow-Internacional, Londres-Gatwick, Londres-Luton, Londres-Stansted, Mánchester, Newcastle upon Tyne)
- TUIfly (Dusseldorf, Fráncfort del Meno, Hanóver, Múnich, Stuttgart)
- Turkish Airlines (Ankara, Estambul-Atatürk, Estambul-Sabiha Gökçen)
- Ukraine International Airlines (Kiev-Boryspil, Lviv)

### Vuelos estacionales
- EasyJet (Londres-Gatwick [estacional], Mánchester [comienza el 6 de agosto; estacional])
- Flyglobespan (Aberdeen [estacional], Edimburgo [estacional], Glasgow-Internacional [estacional])
- Jet2.com (Leeds/Bradford [estacional], Mánchester [estacional])

## Estadísticas
Ver fuente y consulta Wikidata.